# KAFF (Mittelwellensender)
Koordinaten: 35° 11′ 26″ N, 111° 40′ 37″ W
KAFF oder KAFF-AM (Branding: „Country Class“) ist ein US-amerikanischer Countrymusik-Lokalsender aus Flagstaff im US-Bundesstaat Arizona. KAFF-AM sendet auf der Mittelwellen-Frequenz 930 kHz. Eigentümer und Betreiber ist die Flagstaff Radio Inc. Während tagsüber mit 5 kW gesendet wird, wird Nachts die Leistung auf 0,031 kW reduziert.
Das Programm besteht aus Country-Musik sowie Übernahmen von ABC Radio und Premiere Radio Networks.
KAFF startete am 1. März 1982 als KFGL und wechselte am 16. Dezember 1986 sein Rufzeichen in KAFF.